# Biennale internazionale dell'arte contemporanea
La Biennale internazionale d'arte contemporanea di Firenze, nota anche come Florence Biennale è, stata fondata nel 1997 dall'artista Pasquale Celona e dal fratello Piero. Dal 2015 è diretta dal giovane Jacopo Celona, CEO di Arte Studio società di benefit,  che gestisce l'evento. La principale sede espositiva della Florence Biennale è la Fortezza da Basso di Firenze (gestita da Firenze Fiera), che per l'occasione viene allestita con spazi rispondenti alle esigenze degli artisti che vi partecipano. Tuttavia, la biennale promuove e organizza anche eventi collaterali in spazi pubblici e privati. 
Nel corso degli anni l’impegno della Florence Biennale nel perseguire un dialogo interculturale e interdisciplinare attraverso l’arte è stato premiato con l’inclusione nel programma delle Nazioni Unite “Dialogo fra le civiltà” (2001). Ha inoltre ottenuto il riconoscimento dalla associazione Artists for Human Rights (2007) per l’impegno in difesa dei diritti umani attraverso il linguaggio dell’arte, e il conferimento del “Pegaso d’Argento” dalla Regione Toscana (2015). Dal 2017 la Florence Biennale si svolge con il patrocinio dell'Assemblea Parlamentare del Mediterraneo, della Commissione Nazionale Unesco, oltre che del Ministero per i Beni e le Attività Culturali (MIBACT), Regione Toscana e Città di Firenze. Gode inoltre del patrocinio dell'ICOMOS e di alcune istituzioni di prestigio e atenei.
Il direttore artistico della prima edizione è stato lo storico dell'arte Stefano Francolini. Dal 1998 al 2005 l'incarico è stato ricoperto dallo storico e critico d'arte John Spike. Nel 2007 l'incario è passato a Emanuel von Lauestein Massarani, segretario alla cultura e soprintendente del patrimonio culturale a San Paolo (Brasile). Dal 2009 al 2011 la direzione artistica è stata nuovamente affidata a Stefano Francolini. Nel 2013 e 2015 lo storico e critico d'arte fiorentino Rolando Bellini ha assunto la direzione artistica. Nel 2017 l'incarico curatoriale è stato affidato a Melanie Zefferino, storica dell'arte italo-inglese già curatrice ospite nel 2013 e 2015, che riconfermata per il 2019 alla luce dei successi ottenuti. L'edizione del 2019 vede l'inaugurazione di un padiglione dedicato al design a cura di Gabriele Goretti, ma l'interesse della Florence Biennale per questo ambito non è nuovo dato che in anni passati la biennale ha premiato, per il design, Ferrari, Pininfarina e Harley Davidson.

## Struttura
La Florence Biennale si propone come piattaforma indipendente e autofinanziata. 
L'ammissione degli artisti partecipanti è regolata dal Comitato di Selezione Internazionale e la partecipazione comporta il pagamento di una quota d'iscrizione la cui entità varia in base alla tipologia e alle dimensioni dello spazio espositivo richiesto. L'organizzazione promuove gli artisti supportandoli nella ricerca di sponsor. Nel 2017 oltre 70 sponsor hanno finanziato diversi artisti partecipanti, in totale 455 da 70 Paesi. Gli artisti partecipanti competono per il Premio Internazionale in "Lorenzo il Magnifico" in 12 categorie di concorso - "Pittura", "Disegno, calligrafia e grafica d'arte", "Mixed Media", "Scultura", "Installazione d'arte", "Arte ceramica", "Textile & Fiber Art", "Gioiello d'arte", "Fotografia", "Videoarte", "Arte Multimediale" e "Performance Art".  
A ogni edizione alcuni artisti ospiti partecipano gratuitamente su invito e presentano progetti speciali, inclusi coloro che ricevono il Premio Speciale del Presidente della Florence Biennale. In passate edizioni questo premio è stato conferito ad artisti quali Morehshin Allahyari e Tim Bengel. Nella edizione del 2019 il premio va a Anthony Howe, Mice Jankulovski e Han Yuchen.
Sono previste iniziative didattiche per le scuole, seminari e incontri con gli ospiti d'onore.

## Premio Internazionale "Lorenzo il Magnifico"
A ogni edizione, la Florence Biennale il premio "Lorenzo il Magnifico" alla Carriera per le arti e la cultura. Nelle passate edizioni il premio è stato conferito ad artisti di chiara fama quali El Anatsui, Marina Abramovic, Marta Minujin, Anish Kapoor, José Luis Cuevas, Agatha Ruiz de la Prada, Dolores Puthod, Shu Yong, Gilbert and George, Christo e Jeanne-Claude, Richard Anuskiewicz, Robert Chen, Alfredo Zalce, David Hockney, Amalia Del Ponte e altri ancora. È stato anche assegnato a personalità d'eccezione per l'arte e la cultura, è stato tributato a Carla Fracci, Ferruccio Soleri, Mario Luzi, Anne Archer e Henryk Jurkowski. Nel 2019 il Premio è stato assegnato al Maestro Franco Zeffirelli per le arti visive e performative, a Gustavo Aceves per la scultura, e a Refik Anadol per la New Media & Installation Art. 

## Recensioni
La Biennale internazionale d'arte contemporanea di Firenze ha una storia recente e le scelte curatoriali e gestionali sono state più volte riviste. L'organizzazione ha dovuto e affrontare difficoltà pratiche e soprattutto nelle prime edizioni per via di soluzioni organizzative non ottimali mosse alcune critiche alla manifestazione.
Tuttavia, la manifestazione vanta un certo numero di returning artists ovvero artisti partecipanti a più edizioni, inclusi artisti pluripremiati provenienti da diversi Paesi, e ha raccolto riscontri positivi soprattutto in anni recenti in termini quantitativi e qualitativi.
Anche le scelte delle personalità premiate con il premio "Lorenzo il Magnifico" hanno ricevuto critiche positive.